# کلیسای مریم مقدس (باکو)
کلیسای مریم مقدس (باکو) (ارمنی: Սուրբ Աստվածածին եկեղեցի (Բաքու)؛ ) یک کلیسا متعلق به کلیسای حواری ارمنی واقع در شهر باکو،  جمهوری آذربایجان می‌باشد. ساخت و ساز این ساختمان در سده ۱۸ام  میلادی؛ به پایان رسید. این بنا به سبک معماری ارمنی طراحی شده است.